# Francesco del Cossa

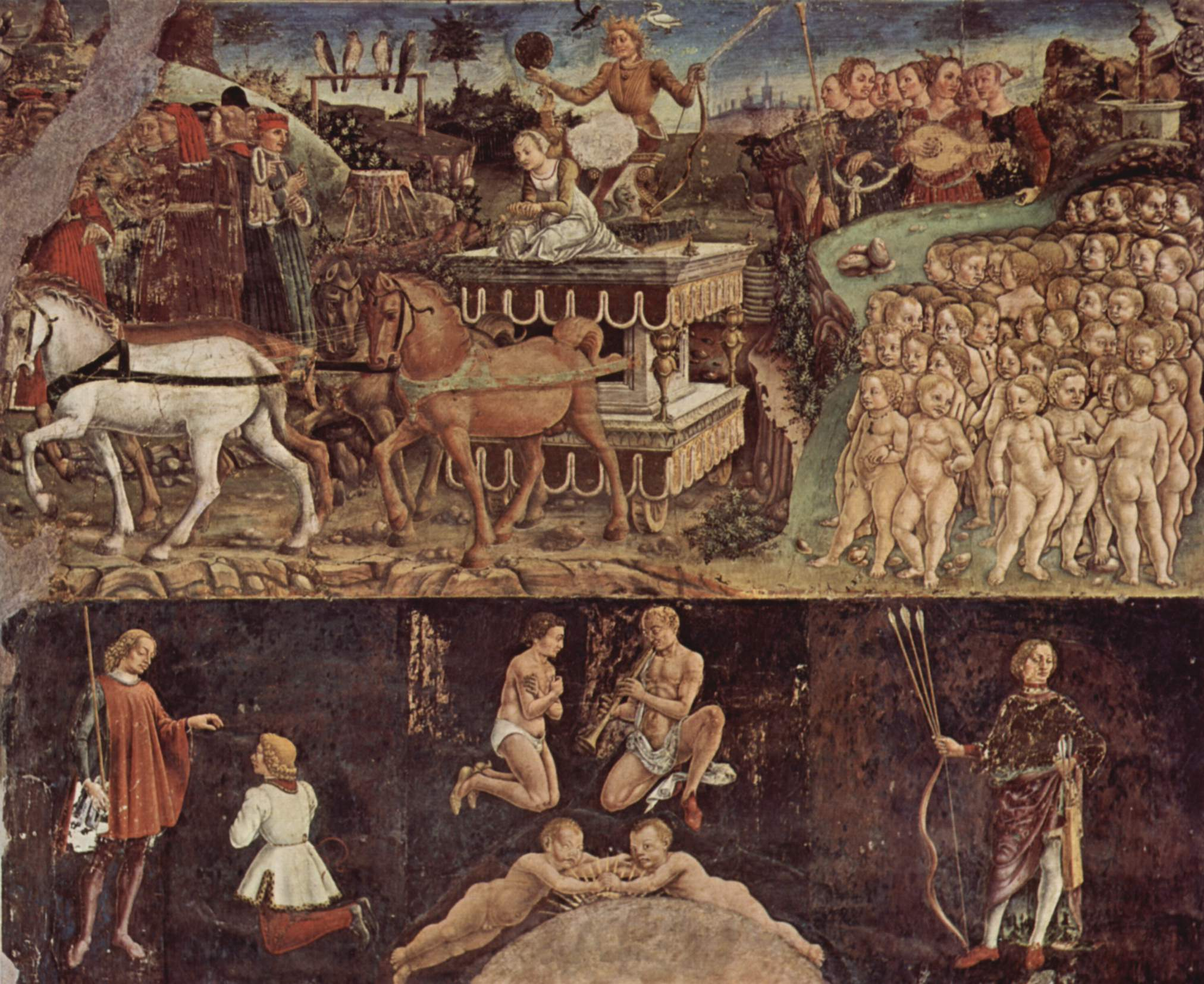
Mai-Triumphzug des Apoll, Detail, Palazzo Schifanoia (Ferrara)

Verkündigung und Christi Geburt, Gemäldegalerie Alte Meister (Dresden)

Francesco del Cossa (* um 1435 in Ferrara; † 1477 in Bologna) war ein italienischer Renaissancemaler der Schule von Ferrara.

## Leben und Werk
Francesco del Cossa war hauptsächlich in Ferrara tätig, wo er mit Cosimo Tura (um 1430–1495) und Ercole de’ Roberti (um 1450–1496) zu den Hauptvertretern der Ferraneser Schule im Quattrocento zählte. Er wurde in seinem künstlerischen Schaffen wesentlich von der Paduaner Squarcione-Schule und Andrea Mantegna, insbesondere jedoch von Piero della Francesca beeinflusst. Cossa beteiligte sich mit Roberti an der Ausmalung des salone dei mesi im Palazzo Schifanoia in Ferrara. Von den dortigen Fresken der Monatsbildern sind die Felder März, April und Mai am besten erhalten. Diese Felder werden Francesco del Cossa zugeschrieben.
Am Anfang der 1470er Jahre zog er, nachdem er in Ferrara nicht die gewünschte Beachtung gefunden hatte, nach Bologna, wo er 1473 ein Altarbild für die Griffoni-Kapelle in der Kirche von San Petronio malte. Die Haupttafel befindet sich heute in der Sammlung der National Gallery in London.
Weitere Hauptwerke Cossas sind die Allegorie des Herbstes (1455), die Verkündigung Mariä (um 1470) und Thronende Madonna mit Heiligen (1474).